# Lozonjare
Lozonjare är den kosovoalbanska sångerskan Albërie Hadërgjonajs debutalbum, släppt år 1999. Med på albumet finns bland annat hennes vinnarlåt från Festivali i Këngës 1998, "Mirësia dhe e vërteta" och titelspåret, "Lozonjare".

## Låtlista
| Nr | Titel                 | Kompositör  | Kompositör/musik | Längd |
| -- | --------------------- | ----------- | ---------------- | ----- |
| 1. | Lozonjare             |             |                  | 4:15  |
| 2. | Mirësia dhe e vërteta | Arbën Duka  | Luan Zhegu       | 6:04  |
| 3. | Kitara                |             |                  | 5:19  |
| 4. | Nënës                 |             |                  | 3:49  |
| 5. | Pse vonon dashuri     | Teuta Barko | Vladimir Kotani  | 4:13  |
| 6. | Lejla                 |             |                  | 3:51  |
| 7. | New York              |             |                  | 4:23  |